# Ley de Obediencia Debida
La Ley de Obediencia Debida n.º 23 521 fue una disposición legal dictada en Argentina el 8 de junio de 1987, durante el gobierno de Raúl Alfonsín, que estableció una presunción iuris et de iure -(es decir, que no admitía prueba en contrario, aunque sí habilitaba un recurso de apelación a la Corte Suprema respecto a los alcances de la ley)- de que los delitos cometidos por los miembros de las Fuerzas Armadas cuyo grado estuviera por debajo de coronel (en tanto y en cuanto no se hubiesen apropiado de menores o de inmuebles de desaparecidos), durante el terrorismo de Estado y la dictadura militar no eran punibles, por haber actuado en virtud de la denominada «obediencia debida» (concepto militar según el cual los subordinados se limitan a obedecer las órdenes emanadas de sus superiores).
Si bien algunos interpretaron que esta norma había sido aprobada por iniciativa del gobierno de Alfonsín luego de los levantamientos «carapintadas», para intentar contener el descontento de la oficialidad del Ejército Argentino, la misma había sido anunciada con anterioridad a esas revueltas en marzo de 1987 por el propio Alfonsín en un discurso público en la localidad de Las Perdices (Córdoba) y ya durante la campaña de 1983, en la cual Alfonsín insistía con la necesidad de reconocer que las Fuerzas Armadas se fundaban en la regla de «obediencia debida» y que existían «tres niveles de responsabilidad»; por otro lado los juicios por terrorismo de Estado continuaron a lo largo de todo el gobierno de Alfonsín.
De ese modo, tuvo lugar el desprocesamiento de los imputados en causas penales del llamado terrorismo de Estado que no habían sido condenados hasta el momento. Las leyes de Punto Final (1986) y de Obediencia Debida (1987), junto a los indultos realizados por Carlos Menem (1989-1990), son conocidos entre sus detractores como las leyes de impunidad.
Algunos de los beneficiados por la norma fueron el excapitán de fragata Alfredo Ignacio Astiz, el capitán de fragata Adolfo Donda, y el general Antonio Domingo Bussi.

## Situación posterior
En 1998 el Congreso Nacional derogó las leyes de Punto Final y Obediencia Debida.
En el año 2003, Patricia Walsh, entonces diputada nacional por la ciudad de Buenos Aires, envió un proyecto para anular las leyes de Obediencia Debida y de Punto Final. Ese proyecto fue aprobado como Ley 25.779 el 12 de agosto de ese año (2003). Solo votaron en contra y se abstuvieron Luis Zamora (troskismo) y la Unión Cívica Radical (ya que la ley había sido impulsada por el presidente radical Raúl Alfonsín).
El resultado de las votaciones en el Congreso fue el siguiente:
- Diputados (13 de agosto): el proyecto 3.684-D.-2003 fue aprobado en una sesión especial con 206 diputados presentes y 51 diputados ausentes. El proyecto fue aprobado a mano alzada con el apoyo de los siguientes bloques: Partido Justicialista, Afirmación para una República Igualitaria (ARI), Frepaso, Movimiento Multisectorial por el Trabajo y la Autodeterminación (MMTA), Frente para el Cambio, Polo Social, Partido Intransigente, Partido Socialista, Encuentro Popular, Izquierda Unida y el bloque unipersonal de José Roselli. Cuatro diputados radicales manifestaron su voto a favor: María José Lubertino, Margarita Stolbizer, Héctor Ramón Romero y Carlos Alberto Courel. El proyecto no fue apoyado por el bloque de la Unión Cívica Radical (abstención), Fuerza Republicana (negativo), el diputado Luis Zamora (abstención), Unión de Centro Democrático, el Partido Demócrata de Mendoza, la Unión por Argentina (negativo), el interbloque Juan Bautista Alberdi (negativo), Participación Ciudadana y el Frente del Movimiento Popular (abstención).[11]
- Senadores (21 de agosto): voto afirmativo de 43 senadores, voto negativo 7 senadores, 1 abstención, 21 ausentes. Los votos a favor fueron en su mayoría del bloque justicialista, a los que se sumaron los radicales Rodolfo Terragno, Juan Passo, Gerardo Morales, Mónica Arancio y María Colombo, las frepasistas Diana Conti y Vilma Ibarra, y Nancy Avelín, de la Alianza San Juan. En contra votaron cinco legisladores del bloque radical y dos del partido Recrear (Ricardo Gómez Diez y Pablo Walter). Se abstuvo la justicialista Sonia Escudero (Salta).[12]

En junio de 2004, un fallo de la jueza cordobesa Cristina Garzón de Lascano declaró ambas normas insanablemente nulas, dando así lugar al encausamiento de los acusados de delitos aún no prescriptos, lo que comprende todos los crímenes de lesa humanidad.
Sobre la base de ello, la Comisión de Justicia de la Cámara de Diputados examina la posibilidad de declarar también nulos los indultos por los que el expresidente Carlos Saúl Menem dejó en libertad a varios de los máximos responsables de las violaciones a los derechos humanos durante el Proceso.

## Limitación de la capacidad de actuar de los subalternos
El Tribunal Oral Federal en lo Criminal n.º 1 de Rosario,  provincia de Santa Fe, Argentina en la sentencia dictada el 24 de febrero de 2014 en la causa judicial Porra, Ariel Zenón y otros que investiga delitos de lesa humanidad cometidos en la zona de la ciudad de Rosario durante el período de 1976 a 1983, que no se encuentra firme, declaró respecto de algunos procesados que por su carácter de personal subalterno tenían limitada su capacidad de actuar contraviniendo las órdenes explícitas de los oficiales jefes en el marco de un plan sistemático de exterminio. Si bien estas circunstancias no configuraron un eximente de responsabilidad, deben considerarse atenuantes que obligan a disminuir la pena a aplicar, declarando si fuere necesario la inconstitucionalidad de normas penales que no lo permitan.
Respecto de los procesados Porra, Cabrera, Sfulcini, Pelliza y López la sentencia declara que:

“tenían limitada la capacidad de actuar conforme lo reclama el orden jurídico, situación que se advierte por su posición de subalternos. Cuestiones de equidad hacen imposible abstenerse de valorar el detrimento en la libre determinación de la voluntad causado por especiales circunstancias externas, como son las órdenes explícitas de los oficiales jefes… en el marco de un plan sistemático de exterminio.- Puede decirse además que estos autores se enfrentaban con un poder omnímodo, intransigente, despiadado, de tal manera es razonable pensar que ellos podían presumir un peligro para su integridad física, en caso de no obedecer esos dictados. Puede afirmarse, entonces, que existió sobre los cuadros inferiores una imposición jerárquica, obviamente no exculpante pero que sí influyó en la motivación.- Esta situación ha sido contemplada en el marco internacional. Así Estatuto del tribunal militar internacional de Nuremberg, en su art. 8 establece “El hecho de que el acusado actuara obedeciendo órdenes de su gobierno o de un superior no le exonerará de responsabilidad, pero podrá considerarse un atenuante al determinar la condena si el Tribunal estima que la justicia así lo exige”. Igual norma plasma el Estatuto del Tribunal Internacional para Rwanda -art.6- y el Estatuto del Tribunal Internacional para Yugoeslavia -art.7 -apartado 4-.- No puede soslayarse que el Estatuto de la Corte Penal Internacional, va más allá de la simple reducción de la pena por cuestiones de justicia. En su art. 31 establece Circunstancias eximentes de responsabilidad penal, enunciando en el apartado 1º) -ii- “… otras circunstancias ajenas a su control”; para más adelante fijar en su apartado 2º) que podrá tener en cuenta para fijar responsabilidad penal, circunstancias distintas de las indicadas en el párrafo 1º, siempre que dicha circunstancia se desprenda del derecho aplicable de conformidad con el artículo 21.- El Dr. Gabriel Eduardo Casas, en la sentencia “Masacre de la Capilla del Rosario”, T0F Catamarca, Octubre de 2013, votó en el sentido que se viene exponiendo, afirmando que “….se trata de una situación de reducción de las penas que obedece a la reducción de la culpabilidad, que responde a situaciones de este tipo “nombradas” por el legislador internacional y que no responde a situaciones subjetivas del juez.”. Dijo también “La pretensión de prescindir de la culpabilidad y proveer una respuesta tradicional fundada en el injusto sería inconstitucional, por un lado por ser violatoria del principio de igualdad y, por otro, por negar frontalmente la antropología constitucional (el concepto de lo humano que presuponen los principios constitucionales)”.

Otros Tribunales han dictado sentencias que no se encuentran firmes, en causas similares, aprobando la tesis opuesta y declarando por tanto que esas circunstancias no deben incidir en la pena a aplicar.